# Église Saint-Jean-Berchmans de Montréal
Pour les articles homonymes, voir Église Saint-Jean-Berchmans.
L'église Saint-Jean-Berchmans est une église catholique du quartier Petite-Patrie, à Montréal, dans la province de Québec, au Canada. Elle est située sur le boulevard Rosemont, à l'est de l'avenue Papineau dans l'arrondissement nommé Rosemont–La Petite-Patrie.
Construite en 1938-1939 sur des plans de Lucien Parent et René-Rodolphe Tourville, elle se distingue par un plan en croix latine, avec nef à trois vaisseaux, et par son revêtement en pierres. Elle possède un orgue Casavant (opus 1620) datant de sa fondation.
L'église met en valeur le fer forgé ornemental de Pancrace Balangero. M. Balangero fut engagé par la firme Tourville Parent. Il conçut et forgea tout le fer forgé ornemental que l'on retrouve dans l'église principale et à la chapelle entre autres la sainte table, les douze troncs, les tables à lampions, les tables murales, les lampes torchères, les lampions, les ambons et la civière funéraire. M. Balangero a travaillé à Montréal comme forgeron artisanal de 1914 à 1957. Il y a plusieurs de ses œuvres dans des collections privées et dans le patrimoine religieux à Montréal, Valleyfield, Drummondville, Ferme Neuve, Ottawa, et en Montérégie. Un autre très bel exemple d'une sainte table de M. Balangero se trouve à l'église St-Germain D'Outremont. 

## Paroisse Saint-Jean-Berchmans

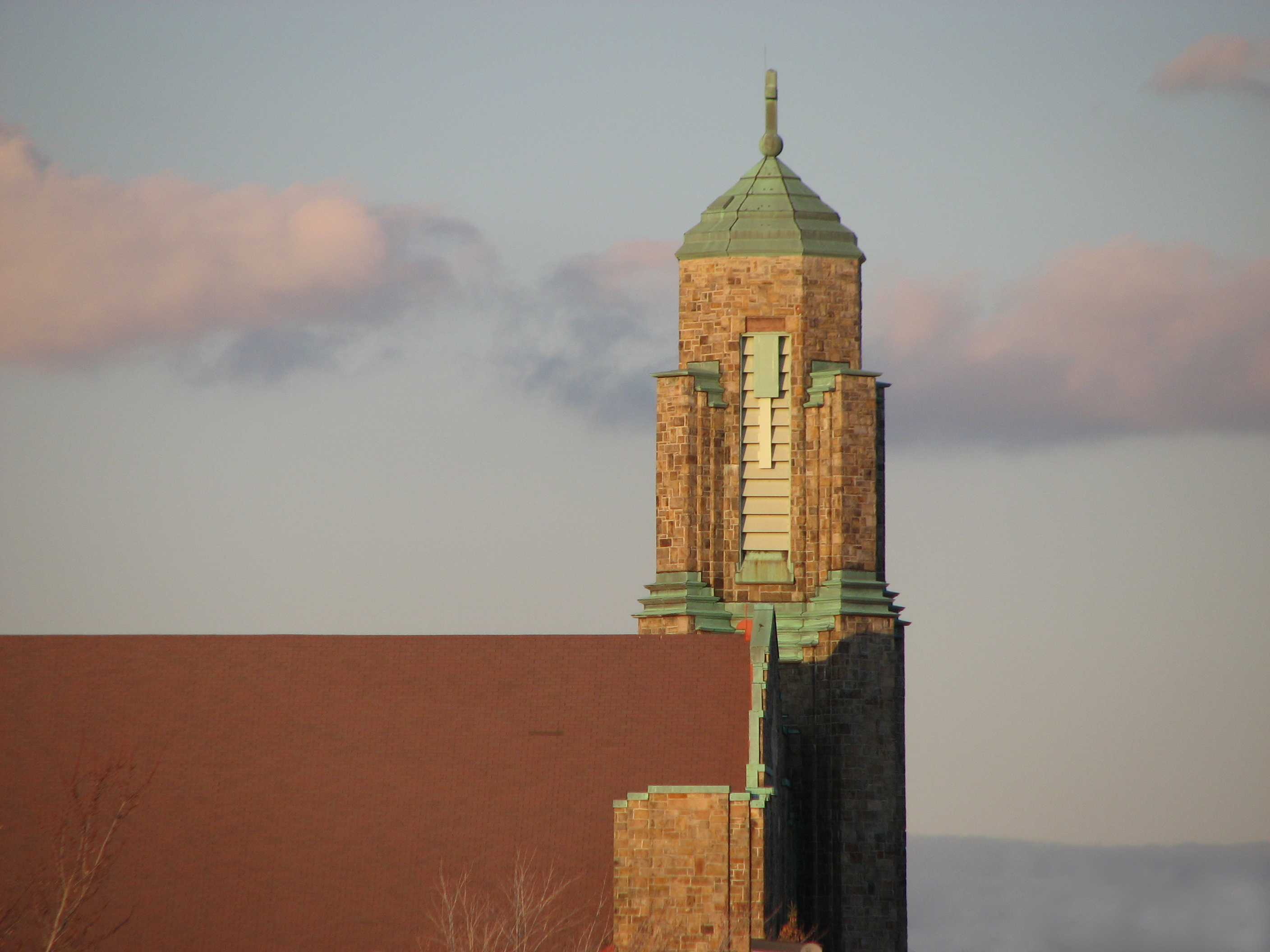
Clocher de l'église Saint-Jean-Berchmans

La paroisse Saint-Jean-Berchmans a été constituée en 1908 mais, en raison de la crise économique, ce n'est que trente ans plus tard que son église fut achevée. Dans l'intervalle, les services religieux se déroulèrent dans une crypte. 

## Galerie

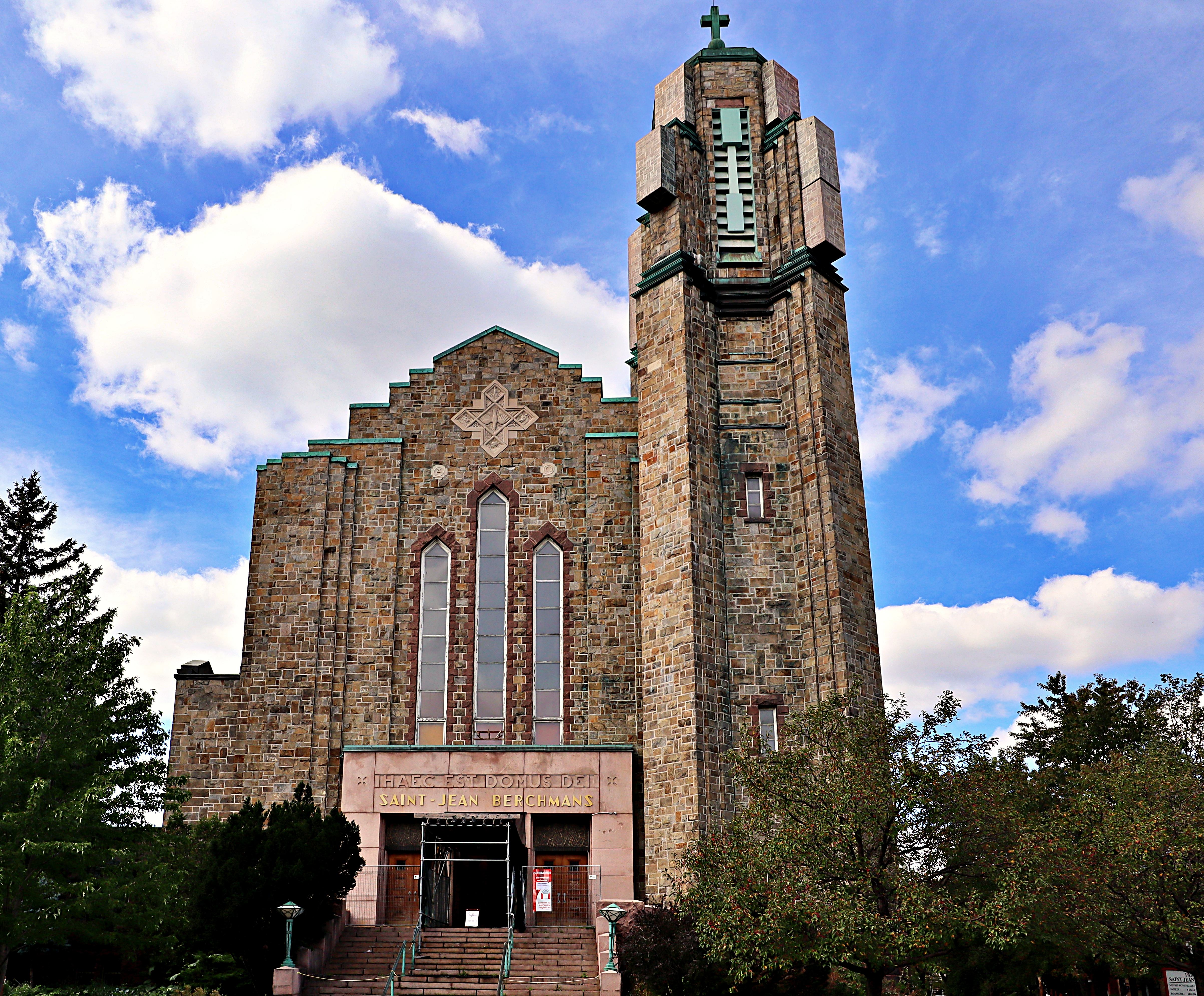
Façade
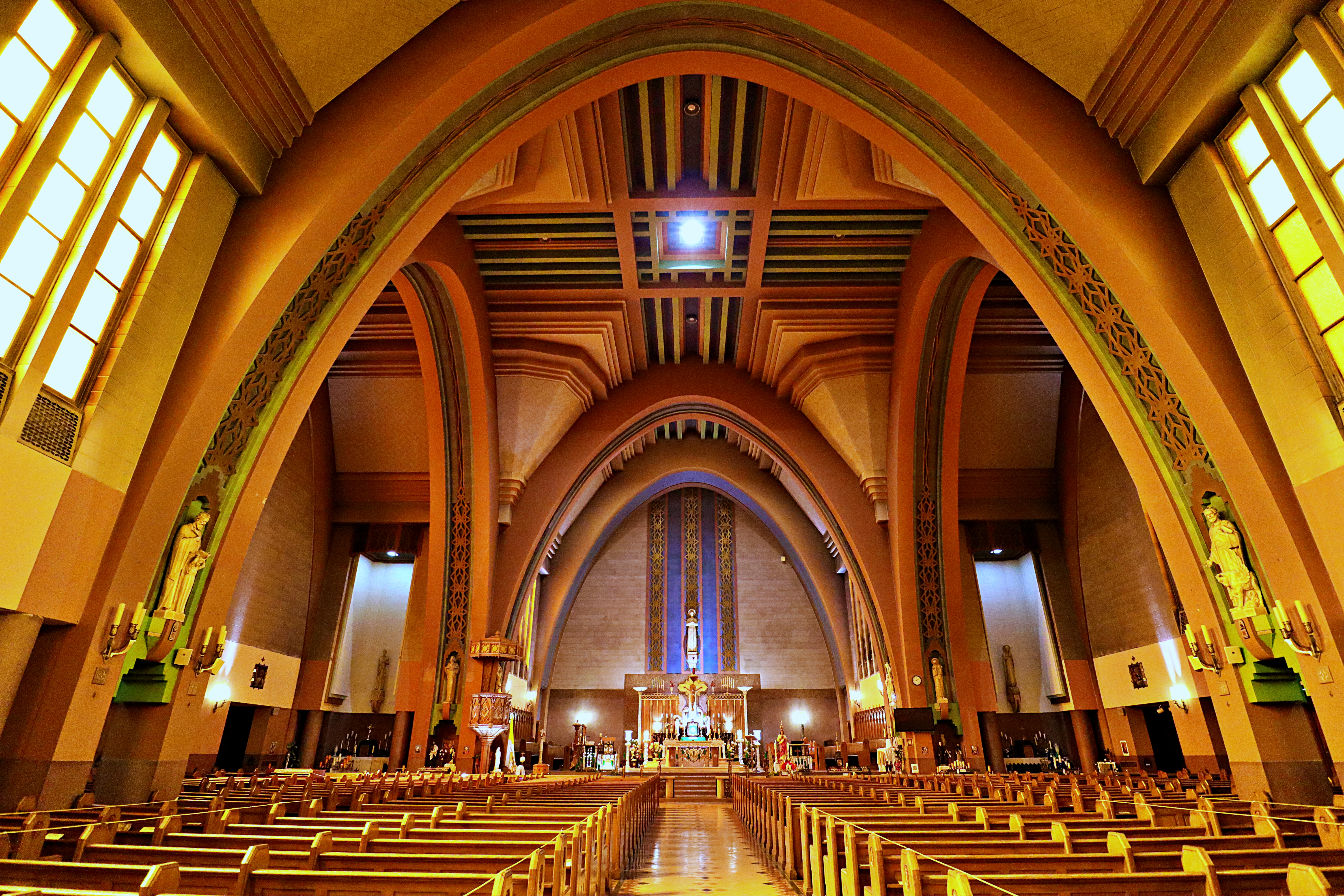
Nef
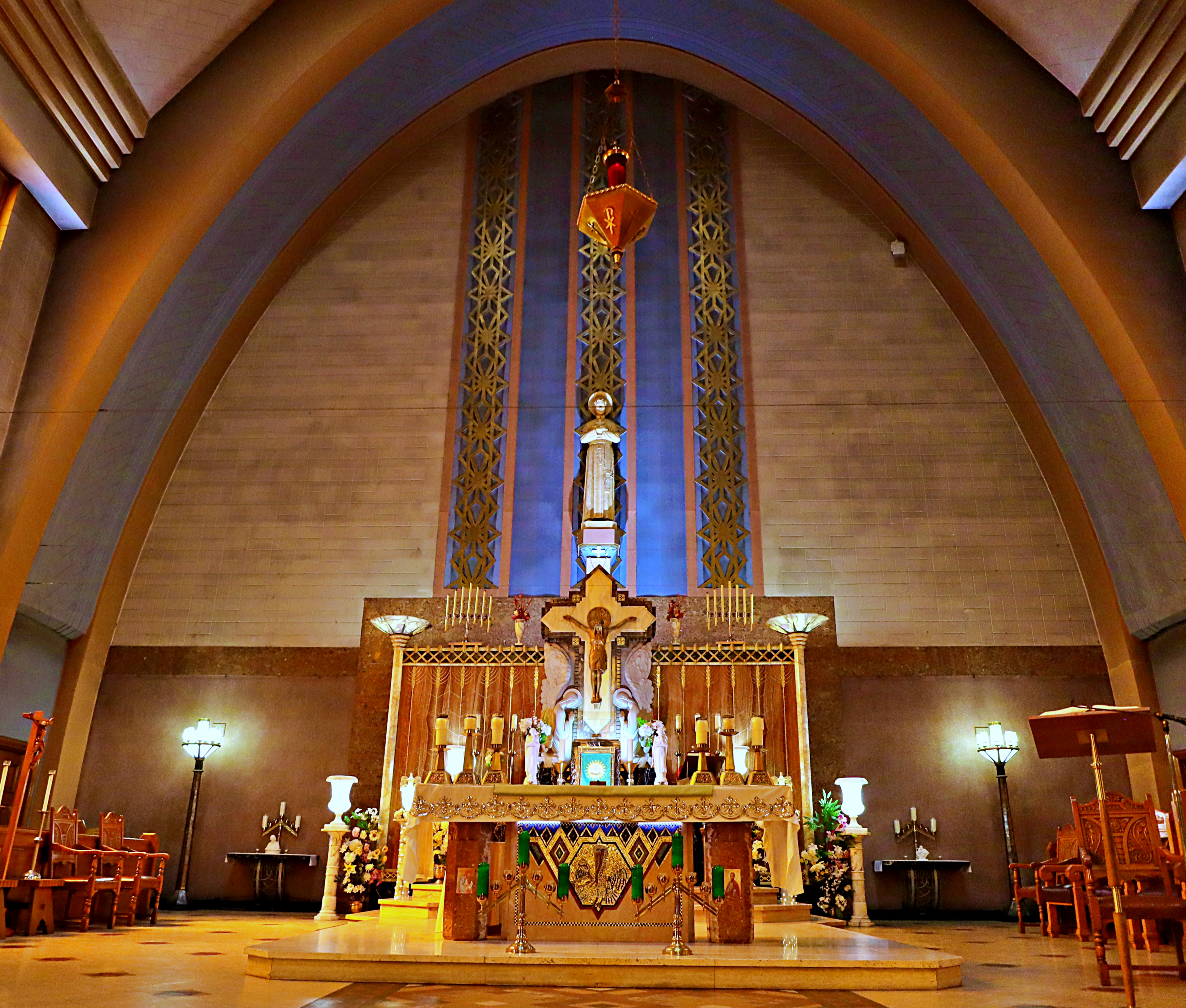
Chœur
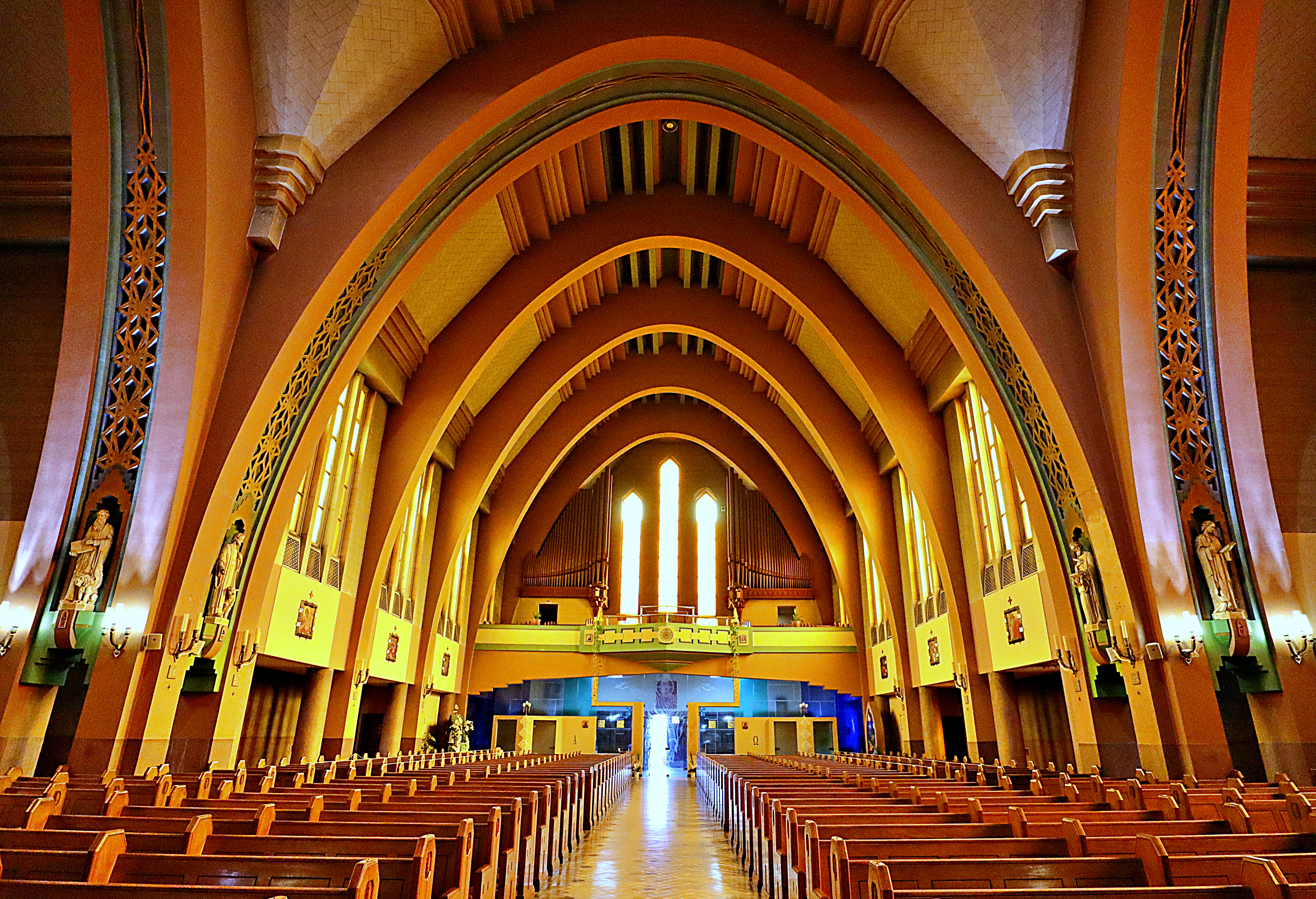
Vue arrière